# Cric
Pour les articles homonymes, voir Cric (homonymie).
Pour les articles ayant des titres homophones, voir Crique et Kriek.
Un cric est un appareil de levage qui est utilisé dans différents corps de métiers, notamment pour les ateliers de réparation automobile.

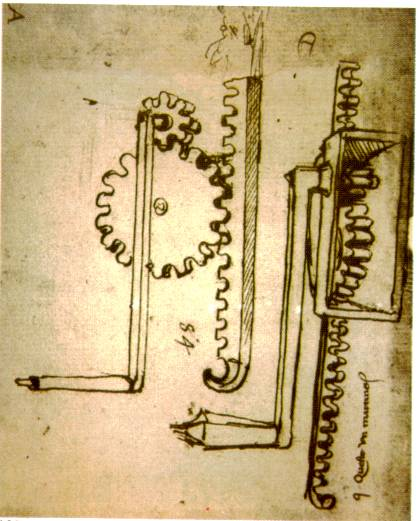
Cric dessiné par Léonard de Vinci.

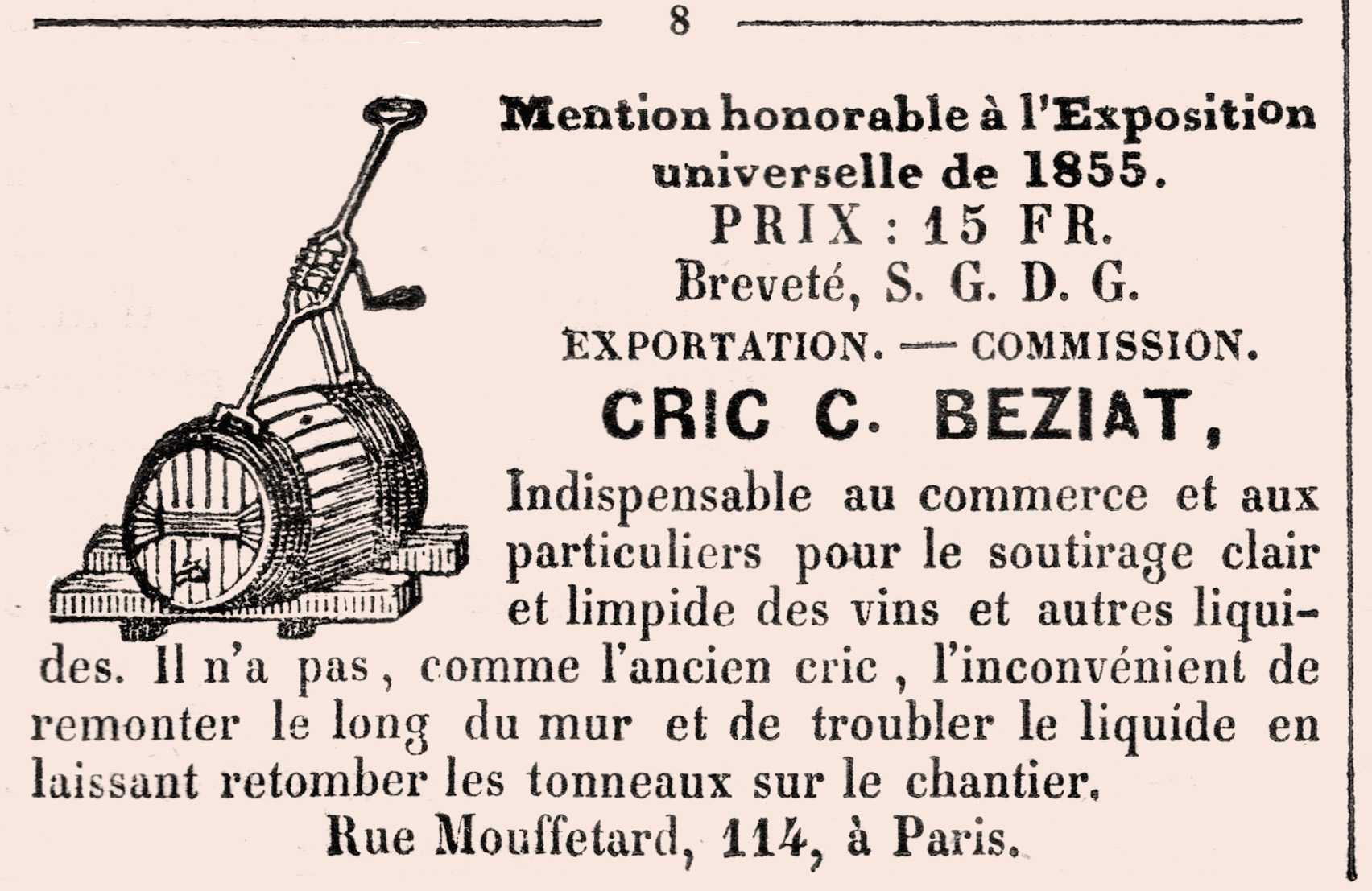
Première publicité illustrée pour un cric parue dans le Moniteur Vinicole du 3 septembre 1856.

## Histoire
Un cric faisait partie du système de suspension des véhicules hippomobiles du XVIIe au XIXe siècle (carrosses, berlines, etc) pour permettre le réglage de la tension des soupentes, courroies de cuir qui supportaient la caisse. Le cric hydraulique a été inventé en 1851 par l'américain Richard Dudgeon, qui habitait New York et venait d'ouvrir un atelier automobile,. La même année, on lui accorda un brevet pour une « pression hydraulique portative ».

## Application et fonctionnement
Un cric est composé d'un pivot actionné manuellement par la manivelle, d'une base et d'un levier qui, attaché à un point fixe (le châssis d'un véhicule), permet d'augmenter la force appliquée.
L'utilisation la plus fréquente du cric est pour un changement de roue, à la suite d'une crevaison, ou pour l'installation de pneus neige, c'est pourquoi chaque automobile est supposée en posséder un. La tendance actuelle des constructeurs automobiles est de supprimer les roues de secours de l'équipement de base de leurs véhicules,. Ces éléments étant désormais fréquemment remplacés par de simples kits de regonflage (parfois électriques et permettant de mélanger deux produits pour réparer la fuite) ou de bombes anti-crevaisons,, le cric tend à disparaître de plus en plus de la dotation intérieure standard de nos véhicules modernes.

## Différentes sortes de crics
Il existe de nombreux types de crics ayant des principes de fonctionnement différents :
Cric à pignon et crémaillèreIl est muni d'une manivelle qu'il faut faire tourner pour soulever une charge. Un cliquet ou rochet empêche l'inversion du mouvement et la redescente de la charge.

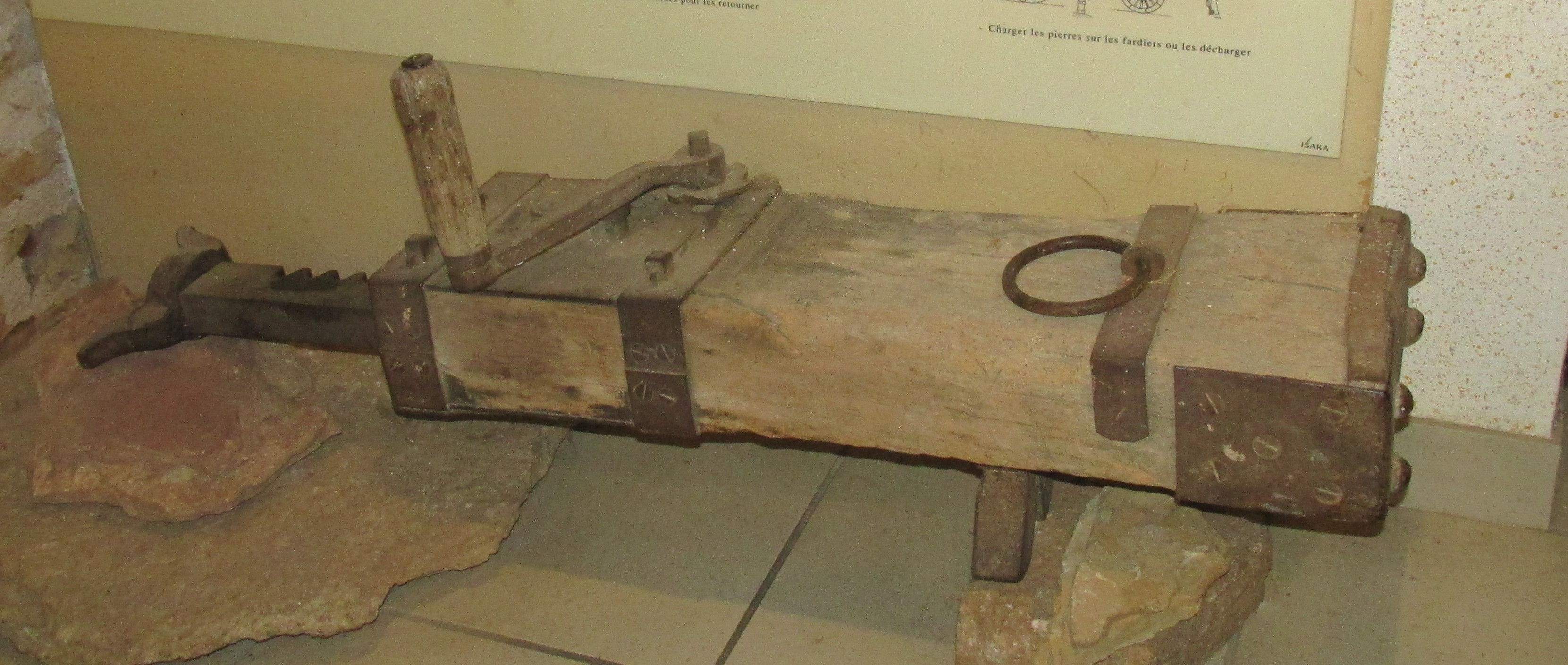
Un cric de carrier.

Il servait en position horizontale ou verticale. On l'utilisait pour : 
- Détacher les blocs des fronts de taille
- Lever les blocs pour les retourner
- Charger les pierres sur les fardiers ou les décharger

Cric à fût métallique mobile et crémaillère fixeCe type de cric est utilisé par les carriers et tailleurs de pierre.
Cric à pignon et vis sans finCe mécanisme empêche le mouvement de s'inverser de lui-même. Il utilise la pression de l'huile pour pousser un vérin :
- Le cric bouteille ressemble à un simple vérin en appui sur l'appareil à lever. Il est suffisamment compact pour être embarqué dans un véhicule.
- Le cric rouleur est muni d'un vérin en position horizontale. Il appuie sur un bras oscillant ; à son extrémité se trouve une selle en appui sur l'appareil à lever. La selle est maintenue parallèle au corps du cric par des tringles et celui-ci se déplace sur ses roulettes pendant son utilisation ; ceci lui permet de rester en appui constant sur le point de levage sur une distance considérable. Cette version est commercialisée pour une utilisation plus locale (domicile, garage).

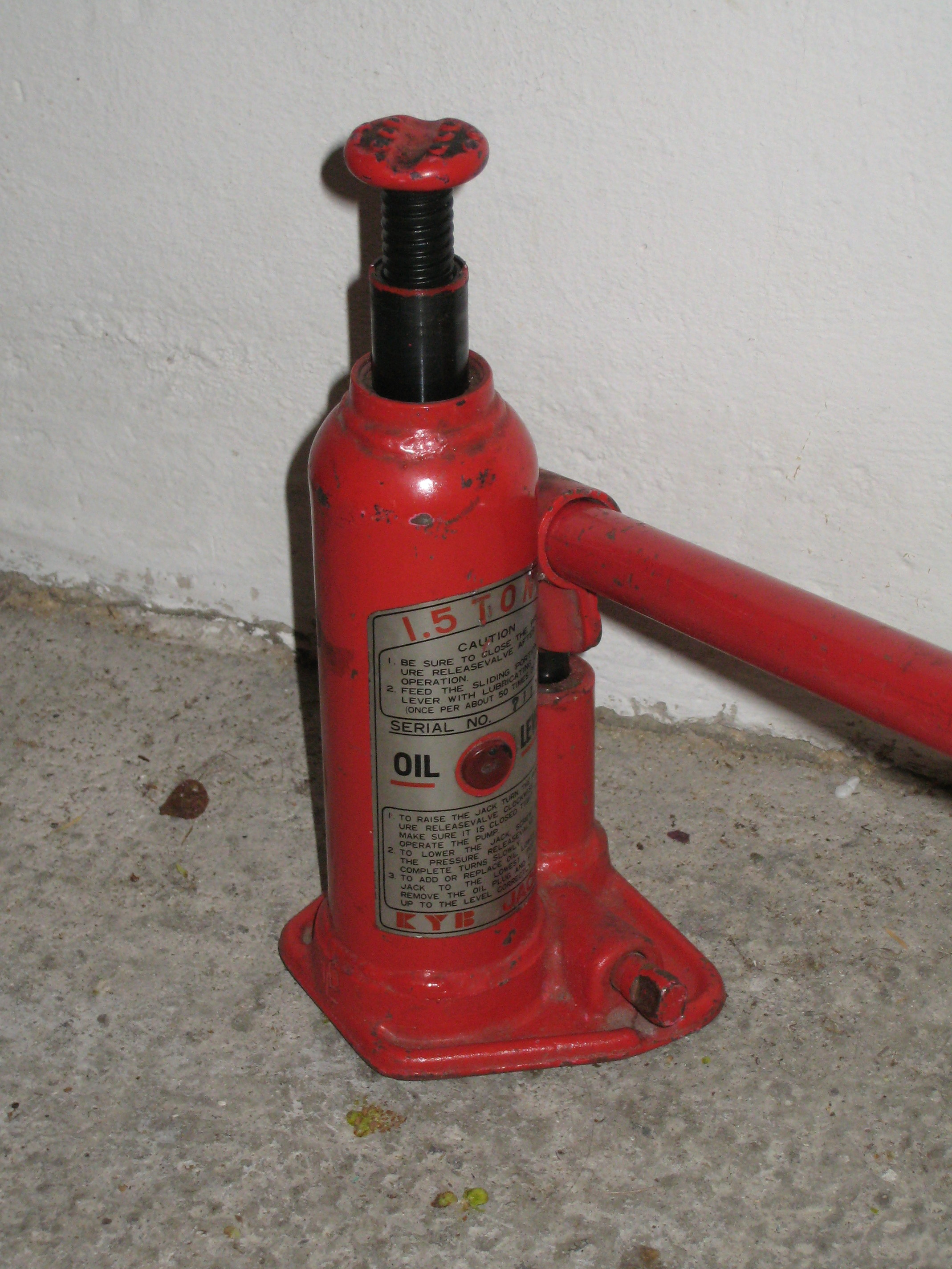
Cric bouteille.
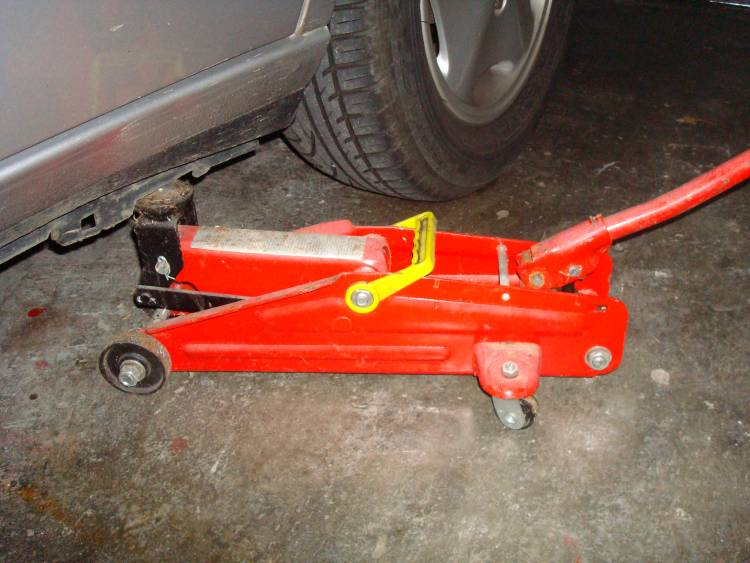
Cric rouleur.

Cric à visC'est la version la plus répandue et présentant le meilleur rapport qualité-prix. La manivelle fait tourner une longue tige filetée qui rapproche ou éloigne les deux paires de bras de la triangulation dont l'une est munie d'une bague taraudée. Certains ont la forme d'un losange et d'autres ne sont qu'une moitié de losange, à seulement deux bras, ressemblant à un compas. Ceux fournis dans les kits de dépannage intégrés aux véhicules, en complément de la roue de secours et de la manivelle pour desserrer les boulons, ne sont conçus que pour des utilisations exceptionnelles.

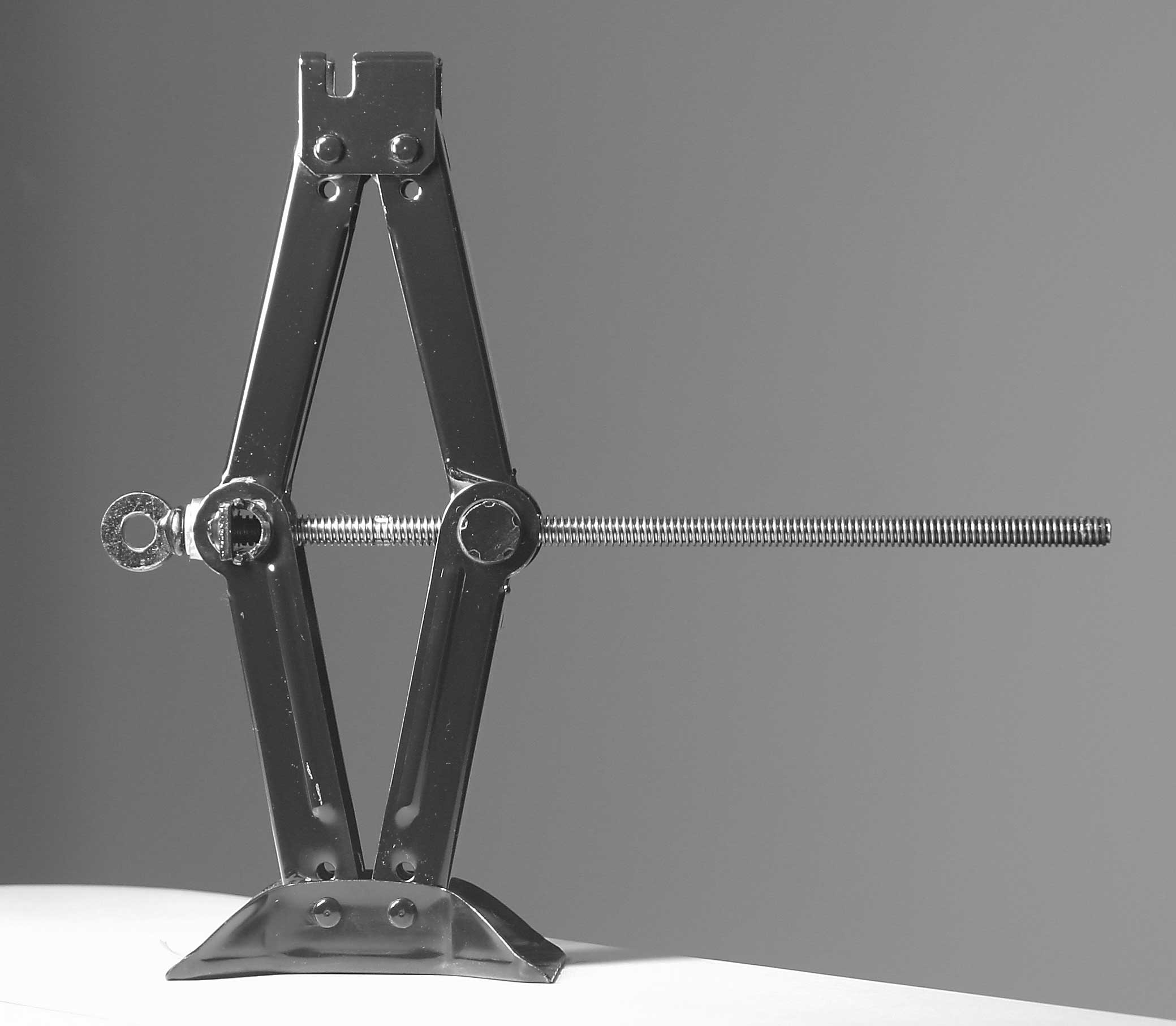
Cric à vis, en losange.
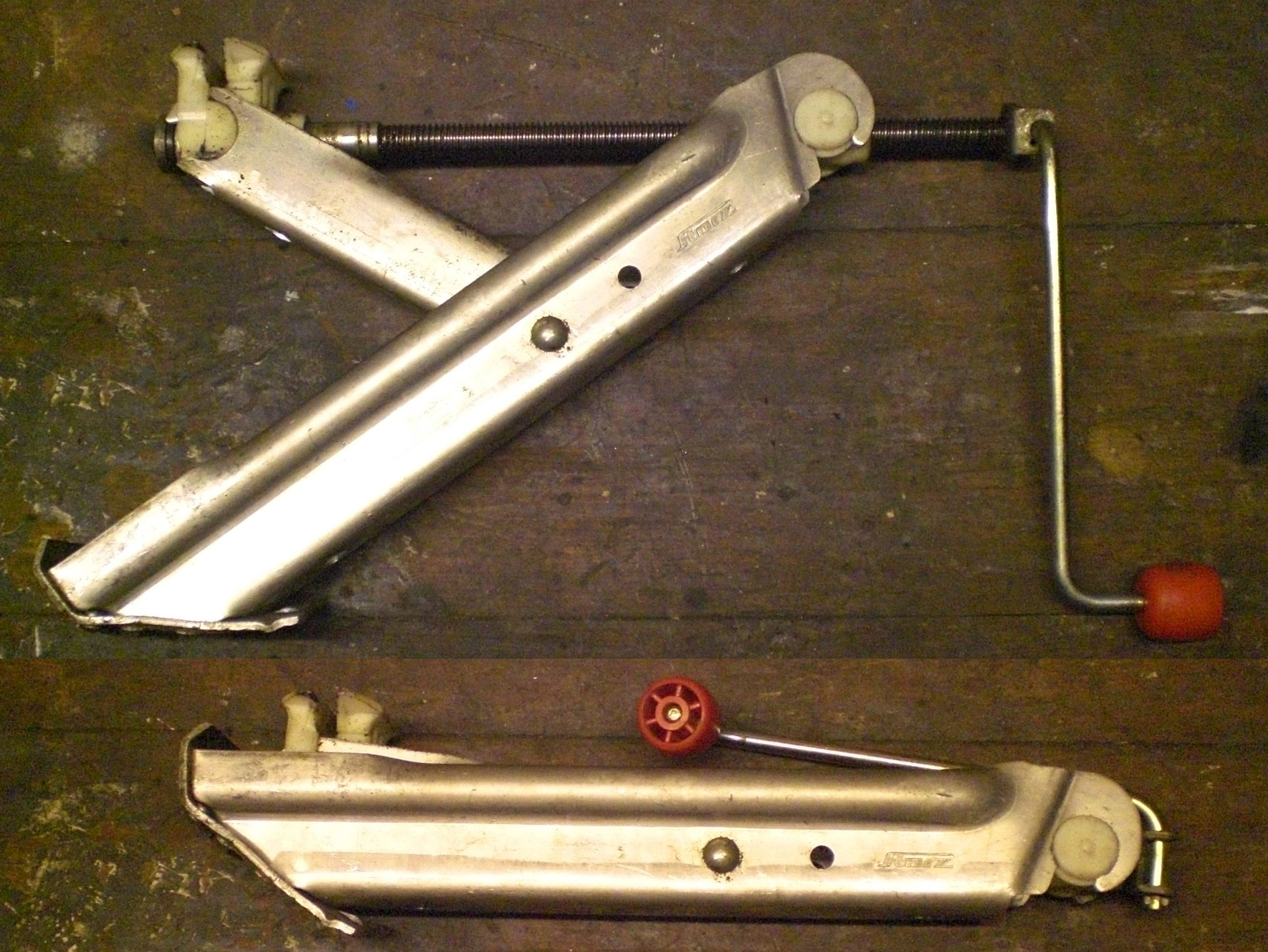
Cric à vis à simple appui (vu déplié et replié) pour surfaces non glissantes[8].

## Emploi et sécurité

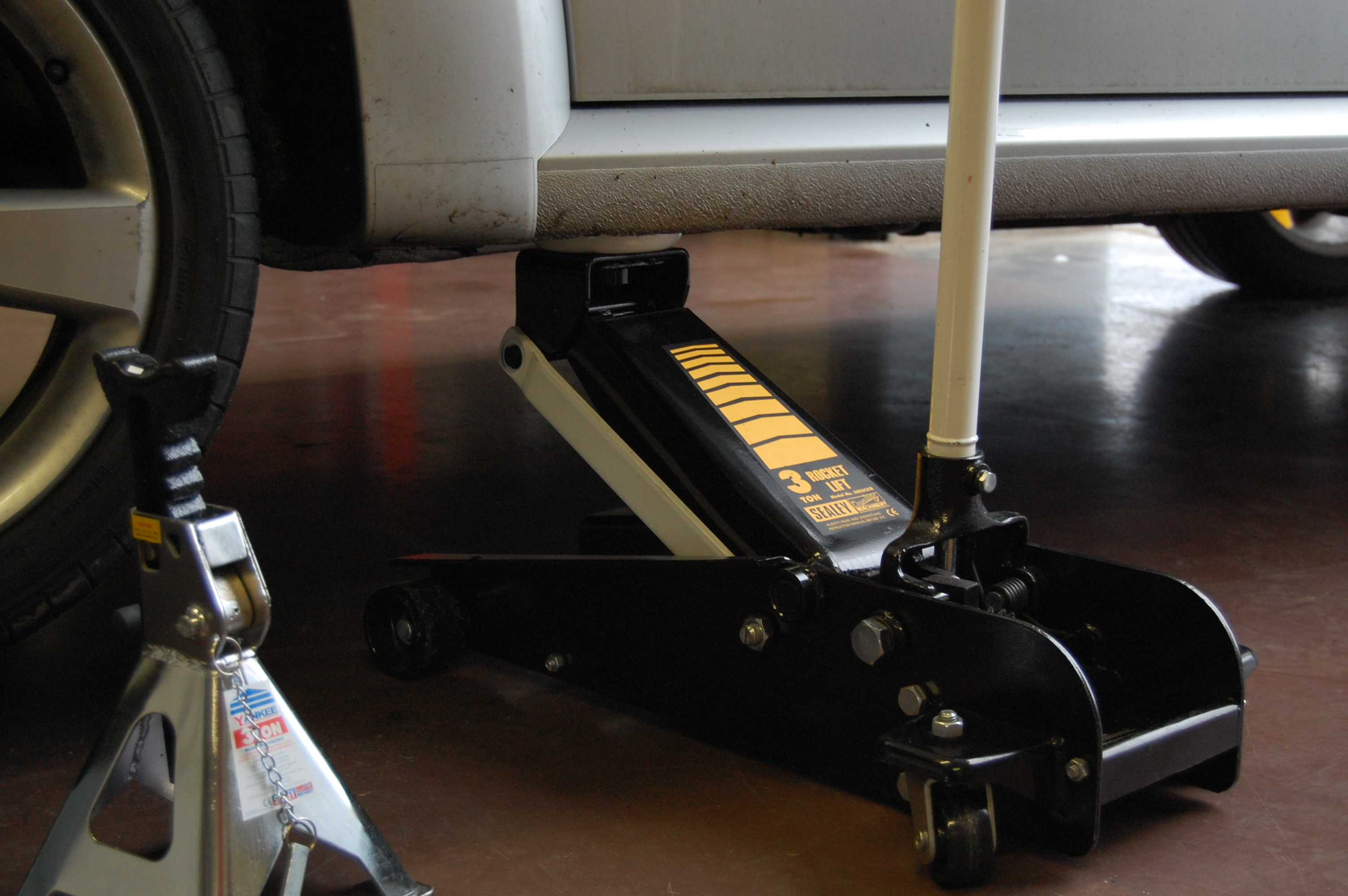
Une chandelle (à gauche) permet de travailler en sécurité sous une voiture.

(Ceci s'entend dans le cas d'une utilisation pour un véhicule)
Lorsqu'une personne désire employer un cric pour lever sa voiture, plusieurs précautions sont à observer, afin de réaliser les opérations souhaitées avec le maximum de sécurité :
- Le véhicule doit toujours être le plus horizontal possible[10], et sur une surface plane propre et suffisamment dure[9] pour supporter l'appui du cric sans qu'il s'enfonce au moment de lever la voiture (éviter la terre, le sable, les graviers, etc.). Si une roue avant est à changer, il est préférable de serrer le frein à main, si la roue à changer est à l'arrière, il est parfois utile de bloquer les roues avant en engageant une vitesse (seulement pour les véhicules traction). Il faut également veiller à ce que la charge maximale admissible par le cric soit suffisante pour le véhicule[9].
- Dans le cas d'un démontage de roue, il faut d'abord desserrer les vis ou écrous quand la roue est encore au sol. Ils sont souvent serrés avec beaucoup de force, et le temps aidant, ils restent collés à la roue ou grippés. Les desserrer en forçant dessus, alors que la voiture est en l'air et en équilibre plutôt fragile, peut réserver de mauvaises surprises, aussi bien pour la voiture que pour la personne qui la répare. Généralement, un bon quart de tour suffit.
- Lorsque les vis ou écrous sont décoincés, on peut s'employer à utiliser le cric. Il faut le placer à l'endroit prévu par le constructeur, afin de ne pas risquer de traverser une partie sensible de la voiture (un bas de caisse par exemple), ou de se mettre en danger, avec un point d'appui peu fiable qui pourrait ripper sous la contrainte et faire retomber le véhicule. Tous les véhicules sont normalement dotés d'une notice, avec un paragraphe expliquant précisément où se trouvent les points d'appui à utiliser. Par défaut, si aucune zone ne semble sûre pour prendre appui, on peut se servir des renforts du châssis lorsqu'il y en a d'accessibles ou des pivots/attaches de suspension.
- Il faut ensuite « pomper » sur le levier du cric, ou tourner la vis, dans le cas d'un modèle à vis. Les modèles hydrauliques ont une vis de purge à leur base, qui permet de redescendre le véhicule une fois le travail terminé. Vérifiez que cette vis est bien serrée, sinon vous allez pomper pour rien.
- Lorsque le véhicule est à la hauteur désirée, la roue sera soulevée du sol et ne posera plus de problèmes pour son démontage. À ce moment-là, il faut amener une chandelle sous un point solide du véhicule pour pouvoir assurer le levage. Une fois qu'elle est juste en dessous d'un point fiable, il faut légèrement desserrer le cric pour laisser la voiture venir se poser dessus. 
Attention ! Il ne faut jamais travailler sur un véhicule qui ne « tient » que sur un cric ! Personne n'est à l'abri d'une défaillance et de conséquences graves si la personne se trouve sous le véhicule à ce moment-là[9],[11].
- La roue ne pourra être desserrée qu'une fois que le véhicule sera stabilisé sur sa chandelle.
- Pour le remontage et la repose du véhicule sur le sol, les opérations devront s'effectuer en sens inverse. Les  vis ou écrous ne devront être serrés qu'à la main sur leurs filetages, et le serrage final au couple préconisé par le constructeur ne sera effectué qu'une fois que le véhicule aura retrouvé sa position initiale avec les quatre roues sur le sol.

Les opérations de ce type réalisées en extérieur sont souvent risquées, car peu de gens embarquent une chandelle dans leur voiture, et seul le cric de bord est disponible. Il faut garder à l'esprit qu'il est fortement recommandé de ne pas trop secouer le véhicule lorsqu'il est en équilibre sur son cric, surtout avec les modèles à vis, qui ont fortement tendance à se déformer pendant l'effort. De même, il est préférable d'exposer ses membres le moins possible au véhicule, pour éviter les blessures graves s'il devait tomber.